# 撐警大聯盟
撐警大聯盟是一個香港激進建制派組織，於2014年成立。

## 大事記
2019年11月27日，撐警大聯盟召集人冼澤正病逝。

## 爭議

### 2016年晚宴期間涉嫌不合法為李偲嫣競選宣傳及襲擊明報記者
撐警大聯盟於2016年9月1日在尖東半島中心進行兩周年聯歡，聯盟召集人，當時參選2016年香港立法會選舉新界東的選區候選人李偲嫣亦有出席，活動設有現金獎，接待處放有印有李肖像及其競選號碼17號的宣傳單張，任人索取。有法律界人士指出，選舉期臨近，李在晚宴中宣傳自己，執法部門應展開調查。明報兩名記者嘗試在現場採訪並給予李偲嫣回應的機會，但結果遭多人包圍阻撓、辱罵推撞及搶手機。《明報》編輯部對於兩名記者受到襲擊受傷、採訪自由受到橫蠻干預，強烈抗議和譴責。另一新界東候選人林卓廷曾經就事件去信要求廉署調查，其後亦表示亦收到廉署通知，指廉署會立案調查事件。

### 2017年A貨籌款鬧糾紛
於雨傘運動期間，7名警察因為對民主派社運人士曾健超動用私刑，結果被法庭判監。李偲嫣日前亦以「撐警大聯盟」名義，召開記者招待會公布會在各區設置街站，成立「支援7警家屬生活費基金」收取各界募捐。但另一個名為「撐警大聯盟有限公司」隨即指斥李偲嫣是冒用「撐警大聯盟」和標誌來籌款，更呼籲捐款人應報警求助。而李偲嫣亦作出反駁，指突然出現的「撐警大聯盟有限公司」存心抹黑。

### 2019年10月官方討論區謠傳黃之鋒置業假新聞
2019年10月，黃之鋒於個人社交網站透露，撐警大聯盟的官方討論區流傳消息，指黃之鋒以二千萬購入南區貝沙灣南灣6座36B室，有關買賣由美聯物業促成的。有網民從而質疑他從未工作，資金來歷成疑。及後黃之鋒否認消息，美聯物業接受傳媒查詢時亦確認該行並沒有為黃之鋒做過任何買賣，星島日報記者查土地註冊處資料亦未見易手。

## 資料來源
1. ↑  .   [2020-04-26]. （原始内容存档于2021-03-02）.
2. ↑  .   [2020-04-26]. （原始内容存档于2021-03-02）.
3. ↑  .   [2020-04-26]. （原始内容存档于2021-03-02）.
4. ↑  .   [2020-04-26]. （原始内容存档于2021-03-02）.
5. ↑  .   [2020-04-26]. （原始内容存档于2021-03-02）.
6. ↑  倪一祥. .   [2020-04-26].
7. ↑  .   [2020-04-26]. （原始内容存档于2020-05-02）.
8. ↑  .   [2020-04-26]. （原始内容存档于2020-05-02）.

撐警大聯盟的Facebook專頁